# Palácio dos Condes da Ponte
O Palácio dos Condes da Ponte, também designado de Palácio de São Joaquim, está situado na freguesia de Alcântara, em Lisboa, albergando actualmente o Museu da Carris.
É frequentemente confundido com outra edificação com a mesma designação, sita na Rua da Junqueira (Palácio Posser de Andrade, na realidade), que serviu de sede à administração do Porto de Lisboa.

## Descrição

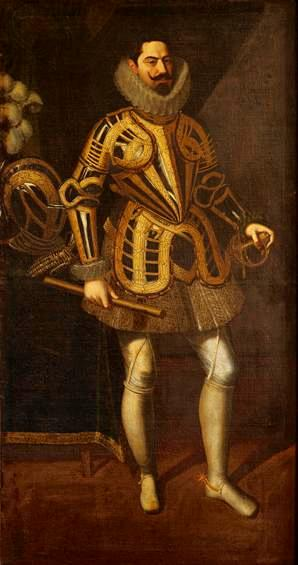
Aires de Saldanha, instituidor do Morgado dos Saldanhas.

O palácio setecentista, onde se situa o Museu da Carris, apresenta uma planta regular retangular implantada longitudinalmente em relação à via pública (Rua 1.º de Maio, chamada rua de São Jerónimo ao Calvário quando foi expropriada em favor da Companhia de Carris de Ferro de Lisboa). A fachada principal, virada a nascente, desenvolve-se em dois pisos e em três corpos divididos por pilastras simples em pedra aparelhada. São interrompidas horizontalmente por friso entre os pisos e rematado com friso e cornija encimado por platibanda plena.
Cada um dos três corpos é rematado com telhado separado a quatro águas, retangular no central e de secção quadrangular nos corpos extremos. A fachada no corpo principal é preenchida em toda a área do piso térreo com dois arcos em asa de cesto que dão acesso a átrio interior onde se faz o acesso ao edifício através de duas grandes portas ladeadas por duas janelas. Estas são idênticas e na mesma altura em que cada uma das janelas que se encontra nos corpos extremos, adjacentes ao pano aberto pelos arcos.

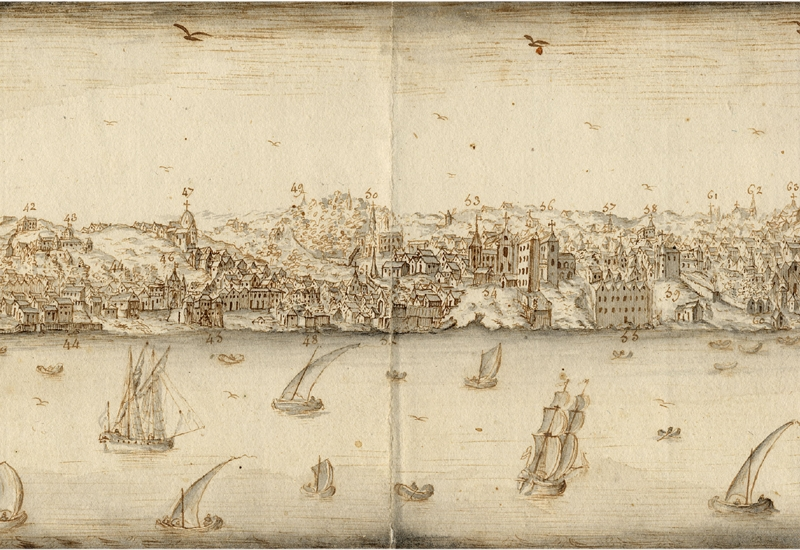
Vista e perspectiva da Barra, Costa e Cidade de Lisboa (detalhe), Bernardo de Caula, 1763. No n.º 47 "Sam Amaro" e no n.º 48 a "Quinta do Conde Daponte".

O pavimento na frente do palácio sofreu um significativo alteamento, provavelmente para permitir o assentamento dos carris em ferro e as estruturas no espaço onde se faz a entrada dos carros para o complexo da estação ainda hoje. A mesma elevação do pavimento verifica-se junto à fachada lateral que confina com a rua, onde as janelas do palácio do piso térreo se encontram assim quase enterradas junto ao chão. A elevação do pavimento em frente à fachada principal retira visibilidade e leitura do valor arquitetónico do edifício.
A fachada principal tem ainda nos corpos extremos um volume avançado em planta retangular encimada igualmente por cornija e platibanda plena rematada igualmente por telhado a quadro águas cuja altura se desenvolve até ao nível das janelas do primeiro piso. Este volume poderá ter sido alvo de aumentos posteriores no lado esquerdo da fachada principal, e acrescentos na fachada sul do palácio, que confronta com o interior da estação.
A planta do interior do palácio sofreu bastantes alterações, nomeadamente com a adaptação aos serviços da empresa (ex. Instalação em 1990 da Direcção Financeira e da Fiscalização Comercial e em 1999 a instalação do Museu).

## História

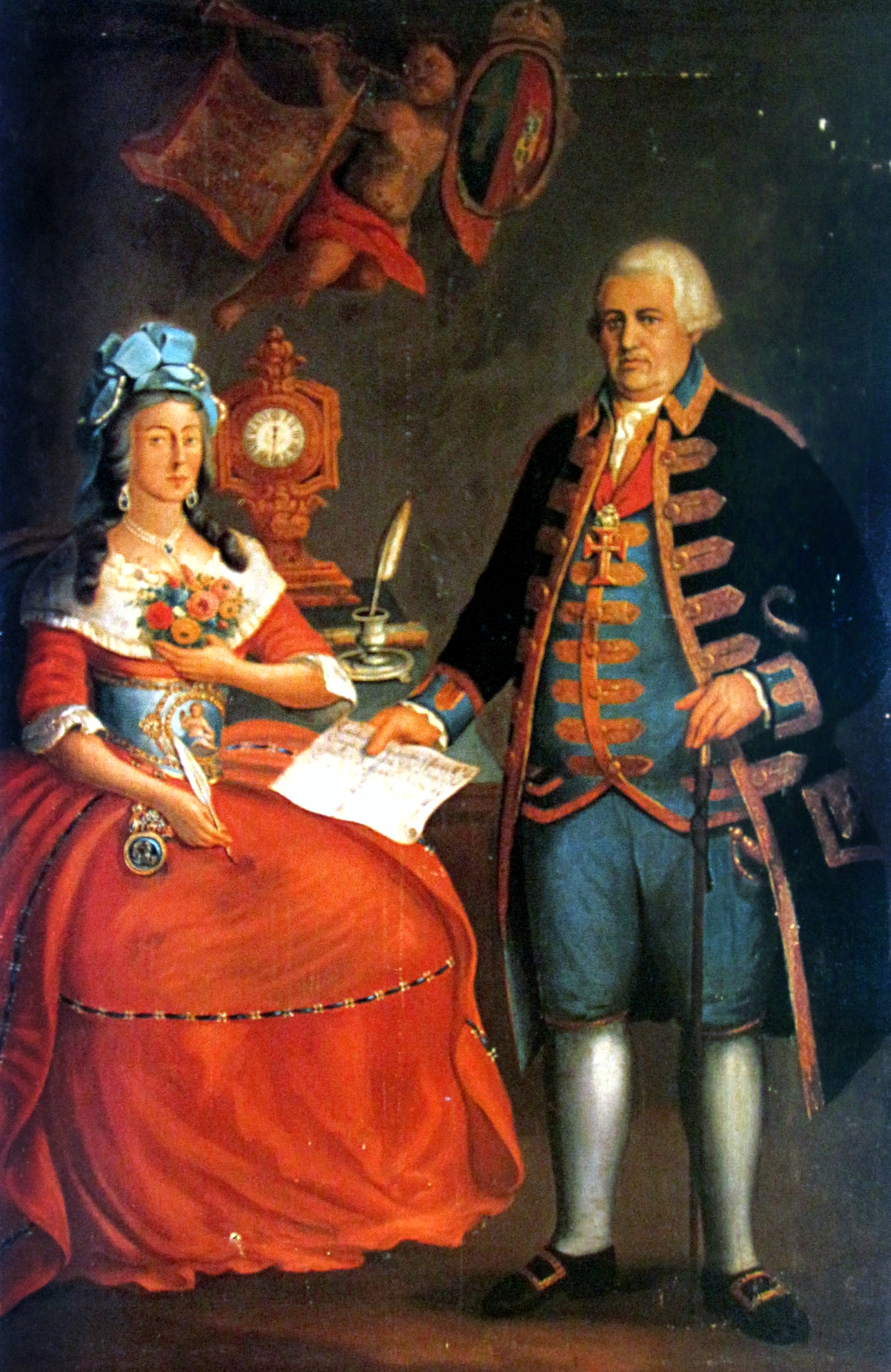
Teodósio Gonçalves da Silva e mulher, inquilinos do palácio.

O palácio terá sido construído ao redor de 1600 por Aires de Saldanha, que, por escritura de 24 de Março de 1600, outorgada por ele e sua mulher D. Joana de Albuquerque (filha de D. Manuel de Moura e de D. Isabel de Albuquerque), o vinculou em morgado.
Manteve-se na posse dos Saldanhas, senhores de Assequins, que, depois, foram Condes da Ponte.
Na segunda metade do século XVIII o palácio era conhecido como as Casas de São Joaquim, na quinta designada de Santo Amaro ou dos Álamos, na então Rua de São Joaquim ou Rua Direita do Calvário, hoje Rua 1.º de Maio, no "sítio de São Joaquim", entre Santo Amaro e o Calvário, na freguesia de Alcântara.
Pertencia ao Conde de Vila Nova de Portimão e era ainda residência dos Condes da Ponte. Em Dezembro de 1786 o palácio era a residência de Teodósio Gonçalves da Silva, rico comerciante radicado no Brasil, sendo objecto de uma disputa movida pelo Conde de Santiago de Beduído.

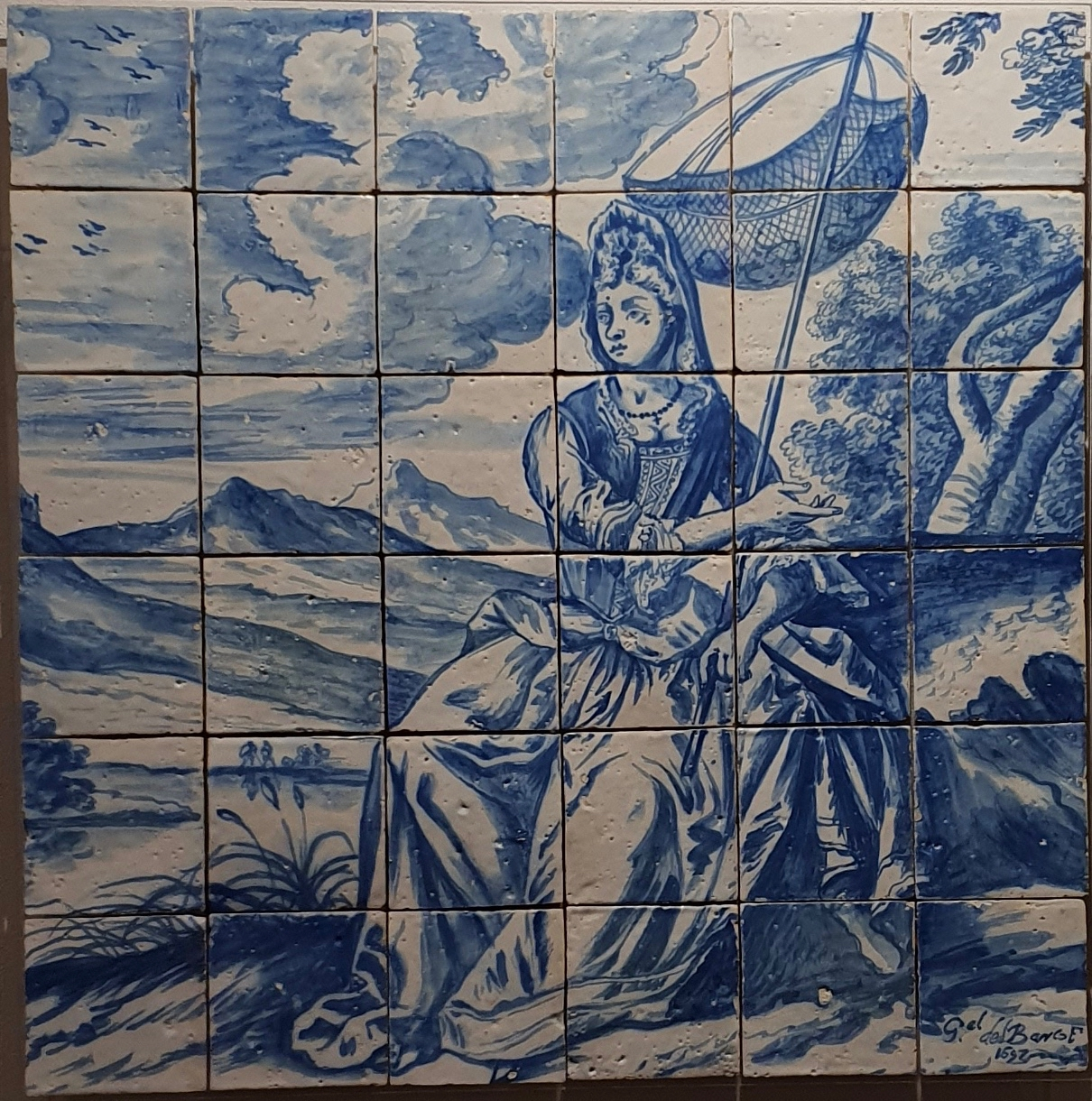
Alegoria do mês de Março, da autoria de Gabriel del Barco, proveniente do Palácio dos Condes da Ponte.

Em 1864, já reduzida na sua área, a propriedade, que compreendia o palácio, as casas, o pátio e terrenos do granjeio, foi adquirida a D. João de Saldanha da Gama, 8.º Conde da Ponte, para aí ser instalado o Asilo de D. Luís. Em 1874 foi adquirido pela Companhia Carris de Ferro de Lisboa, albergando hoje o Museu da Carris, inaugurado em 12 de Janeiro de 1999.
Na década de 60 do século XX foi construída a Ponte Salazar, depois Ponte 25 de Abril, que passa sobre parte dos antigos terrenos da Quinta dos Condes da Ponte. 
É proveniente deste palácio um painel de azulejos assinado por Gabriel del Barco, datado de 1697, actualmente em depósito no Museu Nacional do Azulejo, com a representação da figura feminina do mês de março, provavelmente parte de conjunto com a representação dos 12 meses do ano, realizado a partir de uma gravura dos irmãos Bonnart, que utilizaram a homofonia entre as palavras em francês para pecador e pescador (pêcheur/pécheur) para criar a alegoria de uma jovem com um camaroeiro, acompanhada pelos versos "Tudo é magro nesta estação/ onde os jejuns nos mortificam/ E para sustento da nossa vida/ precisamos das verduras ou do peixe".